# Marquesado de San Mori
El Marquesado de San Mori es un título nobiliario español creado el 18 de septiembre de 1893 por la reina regente María Cristina de Austria, en nombre de Alfonso XIII, a favor de María de las Mercedes de Sentmenat y Patiño, hija del VI marqués de Sentmenat.
Su denominación hace referencia a la localidad de San Mori, provincia de Gerona, cabeza de la antigua baronía de San Mori, propiedad de la familia Sentmenat.

## Armas
Cuartelado: primero, de oro, dos bandas de gules; segundo, de oro, un mundo de azur centrado y atravesado de gules; tercero, de azur, tres pájaros gorriones de plata, bien ordenados; cuarto, de oro, un busto de perfil de sable.

## Marqueses de San Mori
|                                                         | Titular                                                 | Periodo                                                 |
| Creación por la reina regente María Cristina de Austria | Creación por la reina regente María Cristina de Austria | Creación por la reina regente María Cristina de Austria |
| ------------------------------------------------------- | ------------------------------------------------------- | ------------------------------------------------------- |
| I                                                       | María de las Mercedes de Sentmenat y Patiño             | 1893-1935                                               |
| II                                                      | Antonio de Moxó y Güell                                 | 1950-1977                                               |
| III                                                     | Francisco de Asís de Moxó y Alonso-Martínez             | 1979-2016                                               |
| IV                                                      | Ana de Moxó y Poch                                      | 2017-                                                   |

## Historia de los Marqueses de San Mori
- María de las Mercedes de Sentmenat y Patiño (Barcelona, 1 de noviembre de 1857-24 de noviembre de 1935), I marquesa de San Mori.

1. Casó con Diego de Moxó y Cerdá. Le sucedió, de su hijo Francisco de Moxó y Sentmenat (1880-1920) y su esposa María Francisca Güell y López, hija del I conde de Güell, el hijo de ambos, por tanto su nieto:

- Antonio de Moxó y Güell (m. Barcelona, 2 de marzo de 1977), II marqués de San Mori.

1. Casó con María Josefa Alonso-Martínez y Huelín. Le sucedió su hijo:

- Francisco de Asís de Moxó y Alonso-Martínez (Barcelona, 25 de enero de 1952-10 de marzo de 2016), III marqués de San Mori.

1. Casó con Silvia Poch y Lacalle. Le sucedió su hija:[2]

- Ana de Moxó y Poch, IV marquesa de San Mori.

## Documentación
Puede consultarse en el Archivo Nacional de Cataluña la documentación histórica del linaje Moixó.